# Campeonato Mundial de Voleibol Femenino Sub-21
El Campeonato Mundial de Voleibol Femenino Sub-21, es una competición internacional de voleibol. Se lleva a cabo cada dos años desde 1977. Hasta la edición de 2021 los equipos se componían por mujeres de veinte años o menos, pero en marzo de 2022 la FIVB resolvió cambiar la edad máxima de participación a 21 años para equipararlo con la competencia masculina.

## Palmarés
| N.º   | Año  | Sede                   |                      |                      |                    | 4º             |
| ----- | ---- | ---------------------- | -------------------- | -------------------- | ------------------ | -------------- |
| I     | 1977 | Sao Paulo              | República de Corea   | China                | Japón              | Brasil         |
| II    | 1981 | Ciudad de México       | República de Corea   | Perú                 | Japón              | México         |
| III   | 1985 | Milán                  | Cuba                 | Japón                | China              | Brasil         |
| IV    | 1987 | Seúl                   | Brasil               | República de Corea   | China              | Japón          |
| V     | 1989 | Lima                   | Brasil               | Cuba                 | Japón              | Perú           |
| VI    | 1991 | Brno                   | Unión Soviética      | Brasil               | Japón              | China          |
| VII   | 1993 | Brasilia               | Cuba                 | Ucrania              | República de Corea | Perú           |
| VIII  | 1995 | Bangkok                | China                | Brasil               | Rusia              | Japón          |
| IX    | 1997 | Gdynia                 | Rusia                | Italia               | China              | Japón          |
| X     | 1999 | Saskatoon              | Rusia                | Brasil               | República de Corea | China          |
| XI    | 2001 | Santo Domingo          | Brasil               | República de Corea   | China              | Italia         |
| XII   | 2003 | Suphanburi             | Brasil               | China                | Polonia            | Holanda        |
| XIII  | 2005 | Ankara / Estambul      | Brasil               | Serbia y Montenegro  | China              | Italia         |
| XIV   | 2007 | Nakhon Ratchasima      | Brasil               | China                | Japón              | Estados Unidos |
| XV    | 2009 | Mexicali / Tijuana     | Alemania             | República Dominicana | Brasil             | Bulgaria       |
| XVI   | 2011 | Lima / Trujillo        | Italia               | Brasil               | China              | Estados Unidos |
| XVII  | 2013 | Brno                   | China                | Japón                | Brasil             | Italia         |
| XVIII | 2015 | Caguas                 | República Dominicana | Brasil               | Italia             | Japón          |
| XIX   | 2017 | Boca del Río / Córdoba | China                | Rusia                | Japón              | Turquía        |
| XX    | 2019 | Aguascalientes         | Japón                | Italia               | Rusia              | Turquía        |
| XXI   | 2021 | Róterdam               | Italia               | Serbia               | Rusia              | Países Bajos   |
| XXII  | 2023 | León y Aguascalientes  | China                | Italia               | Brasil             | Japón          |
| XXIII | 2025 | Surabaya               | Italia               | Japón                | Brasil             | Bulgaria       |

| Sede | Países |
| ---- | --- |
| 5    | México (1981, 2009, 2017, 2019, 2023) |
| 3    | Tailandia (1995, 2003, 2007) |
| 2    | Brasil (1977, 1993) Perú (1989, 2011) República Checa (1991, 2013) |
| 1    | Italia (1985) República de Corea (1987) Polonia (1997) Canadá (1999) República Dominicana (2001) Turquía (2005) Puerto Rico (2015) Países Bajos (2021) Indonesia (2025) |

## Medallero
- Actualizado hasta Indonesia 2025

| Núm. | País                 | Oro | Plata | Bronce | Total |
| ---- | -------------------- | --- | ----- | ------ | ----- |
| 1    | Brasil               | 6   | 5     | 4      | 15    |
| 2    | China                | 4   | 3     | 6      | 13    |
| 3    | Italia               | 3   | 3     | 1      | 7     |
| 4    | Rusia                | 3   | 1     | 3      | 7     |
| 5    | República de Corea   | 2   | 2     | 2      | 6     |
| 6    | Cuba                 | 2   | 1     | 0      | 3     |
| 7    | Japón                | 1   | 3     | 6      | 10    |
| 8    | República Dominicana | 1   | 1     | 0      | 2     |
| 9    | Alemania             | 1   | 0     | 0      | 1     |
| 10   | Serbia               | 0   | 2     | 0      | 2     |
| 11   | Perú                 | 0   | 1     | 0      | 1     |
| 12   | Ucrania              | 0   | 1     | 0      | 1     |
| 13   | Polonia              | 0   | 0     | 1      | 1     |
|      | TOTAL                | 23  | 23    | 23     | 69    |

## MVPpor edición
- 2025 -  Italia - Merit Adigwe
- 2023 -  China - Yushan Zhuang
- 2019 –  Japón - Mayu Ishikawa
- 2017 –  China - Yang Hanyu
- 2015 –  República Dominicana - Brayelín Martinez
- 2013 –  China - Zhu Ting
- 2011 –  Italia - Caterina Bosetti
- 2009 –  República Dominicana - Brenda Castillo
- 2007 –  Brasil - Natalia Pereira
- 2005 –  Serbia y Montenegro - Jovana Vesovic
- 2001 –  Brasil - Jaqueline Carvalho
- 1999 –  Brasil - Ericka Coimbra
- 1995 –  China - Zhang Jinwen
- 1993 –  Cuba - Taismary Agüero
- 1987 –  Brasil - Ana Moser
- 1985 –  Cuba - Mireya Luis
- 1981 –  Perú - Cecilia Tait